# Waylon Smithers
Waylon J. Smithers Jr. (spelad av Harry Shearer) är en rollfigur i den animerade tv-serien Simpsons. I första avsnittet var Smithers afroamerikan och hade blått hår, i samma avsnitt hade han grått hår i slutet av avsnittet.

## Biografi
Waylon Smithers är assistent till sin bästa vän, Mr. Burns. Hans far, Waylon Smithers Sr, arbetade för Mr. Burns tills att han dog av radioaktivitet efter att han räddat Springfields kärnkraftverk från en härdsmälta. Mr. Burns började då uppfostra Smithers som då var en baby. Han är allergisk mot bin och han bor ensam i en lägenhet med en hund som heter Hercules. Smithers umgås ofta med homosexuella, och har varit gift med en kvinna.
Han är förälskad i sin chef och har flera gånger haft sexuella tankar om honom, kysst honom och flera gånger sagt att han älskar honom. Författarna kallar honom för "Burns-sexual". Waylon har en gång ställt upp som kandidat till stadens nya borgmästare men blev inte vald.
Mr. Burns förstår ofta inte kärleken som Smithers har för honom och ignorerar ibland det han säger. De gånger som Burns letat efter kärleken hos kvinnor har det inte uppskattats av honom. Då Mr. Burns dör kommer han att bli levande begravd i samma kista som honom. Han känner väl till Homer och valde honom som ersättare då han var på semester, då han kom tillbaka blev han avskedad men fick sen Mr. Burns att förstå att han är beroende av honom.
Waylon Smithers uppskattar inte alltid planerna som Mr. Burns har, och blev en gång avskedad och blev ett vrak efter att han motsa sig planerna som Mr. Burns hade för Springfield. Han anser sig vara hans bästa vän och har flera gånger blivit månadens anställd.
En önskning som Smithers har är att bli vice vd och bli arvtagare till Mr. Burns. Han har en gång blivit tillförordnad VD på Springfields kärnkraftverk trots att han inte ville det och förändrade då rutinerna på kraftverket men blev elakare än Mr. Burns efter att han förstod hur Mr. Burns kände sig. Smithers har den största samlingen av Malibu Stacy dockor och är ordförande i Malibu Stacy fan club. Han har även skrivit en musikal där han även medverkade om Malibu Stacy som framförts på Albuqerque Theater.
I en serie kom man fram att Smithers är den enda arvingen till Sveriges konung, men efter att han avsatt sig titeln och kungen avlidit blev det uppror i hela Sverige.